# Secretaría de Cambio Climático, Desarrollo Sostenible e Innovación
La Secretaría de Cambio Climático, Desarrollo Sostenible e Innovación de Argentina es una secretaría de estado de la Administración Pública Nacional dependiente del Poder Ejecutivo a través del Ministerio de Ambiente y Desarrollo Sostenible.
Su titular actual es María Cecilia Nicolini (desde el 11 de febrero de 2022).

## Trayectoria
Fue creada en 2019 en una reorganización del gabinete ordenada por el presidente Alberto Fernández. Su función es (como su nombre lo indica) realizar la política de cambio climático y desarrollo sostenible de la Nación.
La Secretaría está constituida de la siguiente forma:
- Secretaría de Cambio Climático, Desarrollo Sostenible e Innovación
  - Dirección Nacional de Evaluación Ambiental
  - Dirección Nacional de Cambio Climático

## Titulares
Los siguientes son los titulares de la secretaría:
- María del Pilar Bueno (19 de diciembre de 2019-[4] 8 de mayo de 2020)[5]
- María Cecilia Nicolini (desde el 11 de febrero de 2022)[2]